# Guillermo Rivera
José Guillermo Rivera Escobar (né le 25 novembre 1969 à San Rafael Cedros au Salvador) est un footballeur international salvadorien, qui évoluait au poste de milieu de terrain, avant de devenir entraîneur.

## Biographie

### Carrière de joueur

#### Carrière en sélection
Avec l'équipe du Salvador, il joue 72 matchs (pour 14 buts inscrits) entre 1988 et 2000. 
Il figure dans le groupe des sélectionnés lors des Gold Cup de 1996 et de 1998, où son équipe est éliminée à chaque fois au premier tour.
Il joue également 22 matchs comptant pour les tours préliminaires de la coupe du monde, lors des éditions 1994, 1998 et 2002.

## Palmarès
CD FAS
- Championnat du Salvador (2) :
  - Champion : 1994-95 et 1995-96.
  - Vice-champion : 1987-88, 1993-94 et 1997-98.